# Andy Nicholson
Andy Nicholson, engelsk musiker, dj og producer, best kendt som bassist i bandet Arctic Monkeys. Han forlod bandet i 2007 og blev erstattet af Nick O'Malley, efter at han følte sig udbrændt.